# Pierre Bérégovoy
Pierre Eugène Bérégovoy (Déville-lès-Rouen, 23 de diciembre de 1925 - Nevers, 1 de mayo de 1993) fue un político socialista francés y primer ministro de Francia en 1992-1993.
De procedencia muy humilde, fue miembro de la Resistencia francesa. En 1958 fue uno de los fundadores del Partido Socialista Autónomo, agrupación que daría lugar en 1960 a la creación del Partido Socialista Unificado (PSU), formación que Bérégovoy abandonaría en 1967. En 1969 pasó al Partido Socialista. Entre 1975 y 1981 estuvo a cargo de las relaciones exteriores de su partido. En 1982 entró en el gobierno como Ministro de Asuntos Sociales. Ejerció como primer ministro en la presidencia de François Mitterrand entre 1992 y 1993, siendo substituido por el gaullista Édouard Balladur. 
Bérégovoy sucedió a Édith Cresson, la primera mujer que obtuvo el cargo de primer ministro en Francia, en abril de 1992, después de que los socialistas perdieran una gran cantidad de votos en las elecciones regionales. Fue acusado desde un medio de comunicación de recibir un préstamo de un millón de francos por parte del empresario Roger-Patrice Pelat para comprarse un apartamento, lo que lo condujo al suicidio por arma de fuego el 1 de mayo de 1993 en Nevers. 
Su hermano, Michael Bérégovoy, también estaba involucrado en la política.